# Hinnøya
Hinnøya là hòn đảo lớn thứ 4 ở Na Uy, với diện tích 2.204,7 kilômét vuông (851,2 dặm vuông Anh). Nó nằm trên bờ biển phía tây ở miền Bắc Na Uy. Phía tây của đảo giáp với Vesterålen, phía tây nam giáp với Lofoten, phía đông nam giáp Ofoten và phía đông bắc giáp Troms. Theo thống kê năm 2001, Hinnøya là đảo đông dân cư nhất của Na Uy, với 32.101 người.